# Vouillers
 Vouillers  es una población y comuna francesa, en la región de Champaña-Ardenas, departamento de Marne, en el distrito de Vitry-le-François y cantón de Thiéblemont-Farémont.

## Demografía
| 197 | 205 | 161 | 187 | 197 | 187 |
| Para los censos de 1962 a 1999 la población legal corresponde a la población sin duplicidades (Fuente: INSEE [Consultar]) |     |     |     |     |     |